# Médaille canadienne de service volontaire en Corée
Ne doit pas être confondu avec Médaille de Corée.

Ruban de la médaille.

La Médaille canadienne de service volontaire en Corée (en anglais Canadian Volunteer Service Medal for Korea) est une décoration militaire canadienne créée le 12 juillet 1991. Elle est décernée aux anciens membres des Forces armées canadiennes qui ont servi volontairement en Corée et dans les régions avoisinantes, à savoir le Japon, Okinawa et les eaux coréennes, pendant la période du 27 juin 1950 au 27 juillet 1954, ou pendant une partie de cette période.
Le ruban comporte de l'extérieur vers le centre deux bandes latérales bleu clair, puis  deux bande jaunes, deux bandes rouge et une bande blanche au milieu. 
Les récipiendaires de cette médaille doivent avoir rempli un des critères suivants :
- avoir servi pendant au moins une journée pour une unité de l’armée ou d’une formation en Corée ;
- avoir servi pendant un durée minimale de 28 jours à bord d’un navire ou d’une embarcation participant à des opérations militaires ;
- avoir fait une sortie au-dessus de la Corée ou des eaux coréennes, à savoir la mer Jaune ou la mer du Japon ;
- avoir accumulé minimum 28 jours de service sur le théâtre d’opérations.

Elle a été attribuée à 18 289 personnes.